# HD7899
HD7899 — хімічно пекулярна зоря спектрального класу A3, що має видиму зоряну величину в смузі V приблизно  8,2.
Вона  розташована на відстані близько 942,6 світлових років від Сонця.